# Alessandro Allegri
Alessandro Allegri (Firenze, 1560 – Firenze, 18 dicembre 1629) è stato un letterato italiano.

## Biografia
Alessandro Allegri nacque a Firenze nel 1560. Laureatosi in utroque all'Università di Pisa, fu dapprima segretario di alcuni nobili, poi soldato, infine ecclesiastico.
Uomo d'indole vivace e socievole, amò circondarsi di persone come lui allegre e ridanciane, ma nello stesso tempo dotte, che frequentavano la sua casa in piazza Santa Maria Novella, dove egli stesso istituì l'Accademia della Borra, che riuniva scrittori e poeti burleschi, tra i quali Cesare Caporali e Girolamo Leopardi. Per l'Allegri, come per Curzio da Marignolle e Marco Lamberti, si è parlato di scapigliatura fiorentina. Allegri protestò contro la taccia di scapigliato; ma le sue rime stanno a provare quanto egli tenesse alla compagnia di amici spensierati, alle conversazioni frizzanti, ai banchetti dove poter stare "quattr'ore a tavola burlando". Morì a Firenze il 18 dicembre 1629.

## Opere
L'opera più importante di Alessandro Allegri è la raccolta poetica Rime piacevoli, edita in quattro parti, la prima raccolta dallo stesso Allegri e da Orazio Morandi e stampata a Verona nel 1605; la seconda raccolta da Iacopo Gucci e stampata sempre a Verona nel 1607; la terza raccolta da Angelo Minerbetti e stampata a Firenze nel 1608, la quarta raccolta da Francesco Caliari e stampata a Verona nel 1613. Una Fantastica visione di Parri da Pozzolatico moderno poderajo in Pian de' Giullari fu edita a Lucca nel 1613. Le Lettere di Ser Poi Pedante nella corte de' Donati a M. Pietro Bembo, M. Giovanni Boccacij, M. Francesco Petrarca, edite a Bologna nel 1613, sono citate dal Vocabolario degli Accademici della Crusca come testo di buona lingua.
Allegri lasciò anche due poemetti latini, De Actiaca victoria e l'ode saffica De eadem victoria ad Maurum Textorem, pubblicati nel primo volume della raccolta Carmina illustrium poetarum italorum, apparsa a Firenze nel 1719.